# Quiché (departement)
Quiché is een departement van Guatemala, gelegen aan de grens met Mexico. De hoofdstad is Santa Cruz del Quiché.
Het departement bestrijkt een oppervlakte van 8378 km² en heeft 949.261 inwoners (2018).
Quiché is het hartland van het K'iche'-volk (oude spelling: Quiché), ten noordwesten van Guatemala-Stad. In het departement bevinden zich de ruïnes van Gumarcaj. Naast het K'iche' worden nog verschillende andere Maya-talen gesproken, waaronder het Ixil. Tijdens de militaire terreur jegens de Maya-bevolking in de jaren 80 hebben in het bijzonder de Ixil zwaar te lijden gehad.

## Gemeenten
Het departement is ingedeeld in 21 gemeenten:
- Canillá
- Chajul
- Chicamán
- Chiché
- Chinique
- Cunén
- Joyabaj
- Patzité
- Pachalum
- Playa Grande Ixcán
- Sacapulas
- San Andrés Sajcabajá
- San Antonio Ilotenango
- San Bartolomé Jocotenango
- San Juan Cotzal
- San Miguel Uspantán
- San Pedro Jocopilas
- Santa Cruz del Quiché
- Santa María Nebaj
- Santo Tomás Chichicastenango
- Zacualpa

Alta Verapaz · Baja Verapaz · Chimaltenango · Chiquimula · El Progreso · Escuintla · Guatemala · Huehuetenango · Izabal · Jalapa · Jutiapa · Petén · Quetzaltenango · Quiché · Retalhuleu · Sacatepéquez · San Marcos · Santa Rosa · Sololá · Suchitepéquez · Totonicapán · Zacapa